# Bergia diacheiron
Bergia diacheiron là một loài thực vật có hoa trong họ Elatinaceae. Loài này được Verdon ex G.J.Leach mô tả khoa học đầu tiên năm 1989.